# Meriem Boubakri
Pour les articles homonymes, voir Boubakri.
Meriem Boubakri, née le 19 février 1996, est une rameuse d'aviron tunisienne. 

## Carrière
En 2013, Meriem Boubakri remporte la médaille de bronze en deux de couple poids légers avec Nour El Houda Ettaieb ainsi que la médaille d'argent en deux de pointe juniors aux championnats d'Afrique à Tunis.